# 饶孟侃
饶孟侃（1902年3月24日—1967年4月2日），字子离，江西南昌人，中国现代诗人、外国文学研究者，新月派成员。他与朱湘（字子沅）、孙大雨（号子潜）和杨世恩（字子惠）并称“清华四子”。

## 生平
幼年在家乡读私塾时，对古典诗词产生兴趣。1916年－1924年，先后在北京清华学堂和清华大学读书，专习英文，参加清华文学社；毕业后赴美国，入芝加哥大学研究。此期间参加过五四运动。1926年三·一八惨案发生时，写诗《三月十八日》为纪念。1933年－1949年中断写作，中共建国后重新写诗、译诗。1950年参加了川西第一届文代会，后加入四川省文联。曾任第三届全国人大代表。
从1927年至1967年逝世，一直从事英语教学工作，教授英语、英国文学、英国诗歌、莎士比亚以及英汉互译等课程，先后任教于上海复旦大学、暨南大学、安徽大学、浙江大学、南京大学、西北联合大学和四川大学。
中共建国后，1954年由四川大学调到北京，任中国人民大学外交系英语教授。1956年调任北京外交学院英语教授、并兼院工会主席。二十年代末至三十年代初，除教学外，也从事写作。与闻一多、朱湘、徐志摩、孙大雨等过从甚密，常在一起探讨新诗的形式、格律及创作问题。
此外，还曾参与编辑《新月月刊》。这时期，他的作品多发表在《晨报》、《诗刊》、《小说月报》、《时事新报》、《新月月刊》以及《东方杂志》等刊物上。
1967年4月2日，饶孟侃因胃癌在外交学院去世，享年65岁。

## 作品
青年时期有诗歌《有一只老马》、《自招》、《呼唤》、《长途》、《今昔》、《爱》、《飞》、《山河》、《叫卖》以及自印诗集《泥人集》（1929年）；小说有《梧桐雨》（1928年）；翻译作品有：苔微士的诗作《犯人》、《微笑》和《追寻快乐》，郝士曼诗《别》、《百里墩山》及《过兵》，诗《山花》（与闻一多合译），小说《兰姑娘的悲剧》（1934年，中华书局）和《巴黎的回音》 （1931年）。
中华人民共和国成立后的诗作，除少量新诗外，多为旧体。其中主要有：《学习歌》 （1950年）、《天安门》、《读<红岩>有感》、 《答西蜀友人》、《宾馆》、《浮想》、《岁暮书怀》、 《推诚》、《冬晨》、 《静》、
《雷锋颂》、《詠曹雪芹遗迹》、《积想》、 《詠周总理陈毅副总理访问亚非二洲胜利归来》、《夏夜亿亡友闻一多》、《赞赣剧<西城行》》、《赠毕业同学》、《国庆述怀》、《海滨杂诗》、《南国》、《风涛》等；译诗有《扫烟肉的人》、《在青葱的林木下》、《无情》及《一朵红红的玫瑰》等。